# Teodósio, o Cenobiarca
Teodósio, o Cenobiarca (c. 423–529) foi um monge, abade e santo que fundou e organizou o modo de vida monástico cenobita no deserto da Judéia. Sua festa é celebrada no dia 11 de Janeiro.

## Biografia

### Início da vida
São Teodósio nasceu em Mogarisso, uma vila na Capadócia, no ano 423, de pais extremamente piedosos e tementes a Deus, Proheresius e Eulogia. Depois que Eulogia foi ordenada freira, ela tomou seu filho como seu pai espiritual. Dotado de uma voz esplêndida, ele zelosamente trabalhou na igreja lendo e cantando, sendo ordenado leitor, rezava fervorosamente para que o Senhor o guiasse no caminho para a salvação.
Quando jovem, sentiu o desejo de imitar Abraão e deixou os pais, amigos, parentes e todo o resto para se dedicar ao amor a Deus, iniciando uma viagem à Jerusalém. Estabeleceu-se na Cidade Santa na época do Concílio de Calcedônia em 451. Na viagem, desviou-se de a sua rota e visitou São Simeão Estilita, em Antioquia, buscando pedir a bênção e orações do Santo. Ao chegar ao pilar onde estava São Simeão, foi miraculosamente chamado pelo nome e convidado a ascender ao topo da coluna. Teodósio subiu no pilar e prostrou-se diante do santo, o qual o aconselhou, prevendo o futuro serviço pastoral por ele, e profetizou grande espiritualidade ao peregrino.
Enquanto visitava os lugares santos, em Jerusalém, São Teodósio, refletia  sobre a melhor forma de consagrar-se  a Deus. Decidiu, então, que deveria adquirir disciplina antes de assentar na solidão que ansiava e achava que viver sem um diretor espiritual era muito perigoso. Portanto escolheu seguir, primeiramente, a vida monástica, pondo-se, assim, sob a ordem e direção monástica e espiritual do abade Longino, um santo homem de Deus que nutriu um grande afeto por seu discípulo, próximo a Torre de Davi. Em Belém, uma piedosa senhora chamada Ikelia havia construído uma igreja em homenagem à Santíssima Virgem e Longino, a pedido da mulher, ordenou a Teodósio que lá se estabelecesse e se encarrega-se  de seu cuidado pastoral.

### Vida eremítica
Depois de algum tempo servindo a peregrinos e visitantes, atraídos pela fama de santidade de Teodósio, a percebeu que tais visitas constantes o distraiam e privavam de sua solitude, assim, decidiu dedicar-se à oração em solidão, retirando-se logo para uma cela em uma gruta no cume de uma montanha vizinha, na qual, por tradição, os três Reis Magos tinham passado a noite, tendo vindo para adorar no dia da Natividade do Salvador do mundo. Enquanto residia na caverna, Teodósio realizou grandes feitos de ascese, dedicava-se grandemente a oração, orando o tempo inteiro, principalmente a noite, de forma que, para permanecer durante a noite em oração, pendurava uma corda para sustentá-lo caso o sono o vencesse. Ele se lembrava de nunca saciar sua fome, de forma que se alimentava apenas de algumas leguminosas cozidas em água ou algumas ervas silvestres, apenas o suficiente para não adoecer devido ao jejum extremo. Ele não sentiu o gosto de pão por 30 anos.

### Vida cenobita e a fundação do Monastério

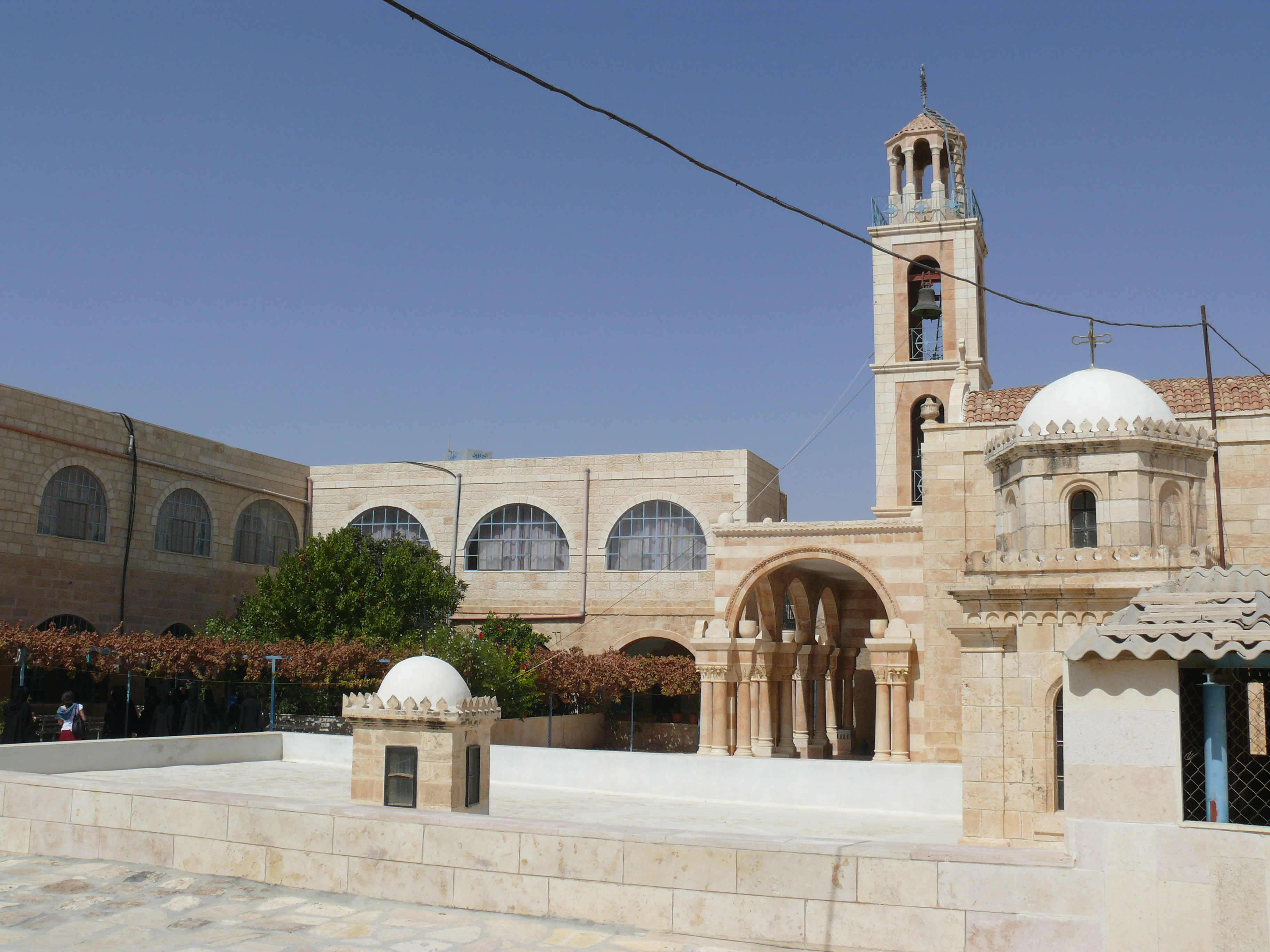
Monastério de São Teodósio.

Apesar de sua discrição, sua fama de asceta se espalhou e logo começaram a reunir-se numerosos companheiros que queriam servir a Deus sob sua direção. A principio, Teodósio só admitiu sete ou oito, mas em pouco tempo teve que aumentar este números chegando a não recusar nenhum vocacionado que manifestasse disposições sinceras. Ao acolhê-los, a primeira lição que deu aos seus companheiros foi mostrar-lhes um grande fosso que havia escavado nos arredores, e que haveria de servir como sepultura comum, para recordar-lhes que deveriam aprender a morrer a si mesmos constantemente, assim ensinou-os as regras do domínio das paixões e do pensamento da morte. 
Quando a caverna não pôde mais suportar todos os monges reunidos, o Monge Teodósio começou a rezar para que o próprio Senhor apontasse o local para os monges se assentarem. Levando com ele um incensário com carvões frios apagados, o monge foi para o deserto. Em certo local, as brasas ascenderam-se e fizeram a fumaça do incenso subir. Ali, o monge fundou o primeiro mosteiro de vida comunitária, ou Laura, sob a regra de São Basílio, o Grande, o Monastério de São Teodósio. 
Por atrair inúmeros aspirantes a vida religiosa, devido a conhecida santidade de Teodósio, o monastério tornou-se pequeno, então o Santo construiu outro monastério maior localizado em um lugar chamado Catisma, próximo de Belém. Construiu também três hospitais: um para os doentes , outro para os anciãos e outro para os deficientes mentais. Segundo narrativas, em alguns dias Teodósio recebia em seus albergues mais de 100 pessoas e quando os alimentos era insuficiente para tantas pessoas, São Teodósio fazia multiplicar por suas orações. O monastério era uma espécie de cidade de santos em meio ao deserto, a ordem, o silêncio e a caridade reinavam nele, quatro igrejas eram assistidas pelo monastério, três eram dedicadas a cada um dos diferentes idiomas dos monges, A quarta era dedicada aos penitentes e aos que estavam em processo de cura. A comunidade estava dividida em três nacionalidades principais: os gregos, que eram em maior número e que vinham de todas as províncias do império; os armênios entre os quais haviam os árabes e os persas e, finalmente os monges de língua eslava e os originários das regiões vizinhas da Trácia. Cada nação cantava em sua própria igreja a parte da Divina Liturgia até o Evangelho; em seguida todos se reuniam na igreja dos gregos, onde celebravam a parte principal da liturgia e lá comungavam.
A comunidade, que havia crescido rapidamente, tornou-se muito conhecida por seu trabalho com doentes, idosos e deficientes mentais. Quando o amigo e compatriota de Teodósio, São Savas, foi nomeado arquimandrita de todos os monges isolados na Palestina pelo Patriarca Salústio de Jerusalém, Teodósio foi nomeado chefe e arquimandrita de todos os cenóbios. Esta é a origem de ser chamado de "o Cenobiarca", que se traduz como chefe dos que vivem uma vida em comum.  

### A luta contra o monofisismo

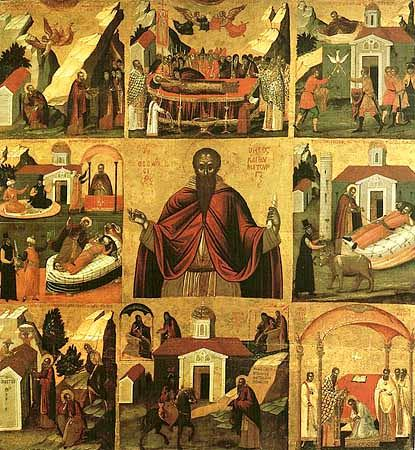
Ícone retratando a vida de São Teodósio

O imperador Anastácio I apoiava a heresia de Êutiques, o monofisismo, e empreendeu vários esforços para que São Teodósio também aderisse a ela. Em 513, depôs o patriarca Elias I de Jerusalém, antes, já havia desterrado Flaviano II de Antioquia, pondo em seu lugar Severo. Assim, São Teodósio e São Savas, oponentes ferrenhos da heresia monofisita, defenderam veementemente os direitos de Elias e de seu sucessor João, no entanto, os agentes imperiais, conhecendo a fama de santidade de ambos, procuraram persuadi-los a defender sua causa, a ponto de o imperador enviar a Teodosio uma  grande soma de dinheiro, com o pretexto se ajudar as obras de caridade, São Teodósio aceitou, portanto, o dinheiro e o distribuiu aos pobres. Assim, Anastásio, crendo que já tinha conquistado o apoio do Santo, enviou um documento de profissão de fé, onde as duas naturezas de Cristo se confundiam em uma só, para ser assinado. São Teodósio lhe respondeu com uma outra carta, na qual o denunciou e refutou a heresia condenada com os ensinamentos dos Concílios Ecumênicos, afirmando ainda que os habitantes do deserto e os monges firmemente apoiariam a confissão ortodoxa. O imperador heterodoxo mostrou moderação por um tempo curto, mas, em seguida, renovou os éditos de perseguiação os cristãos ortodoxos e despachou tropas para executá-los. Ao saber disso, São Teodósio, manifestando grande zelo pela verdade, partiu por toda a Palestina exortando aos cristãos que permanecessem fieis aos ensinamentos dos quatro concílios ecumênicos e, além disso, deixando o mosteiro, foi a Jerusalém e na "Grande" igreja, ficou de pé no lugar mais alto e gritou para todos ouvirem: "Quem não honra os quatro Concílios Ecumênicos, deixai-os ser anátema!". Por este ato o monge foi enviado para a prisão, mas logo retornou após a morte do imperador.
Uma tradição maronita conta ainda que, com 90 anos, foi na verdade exilado pelo imperador Anastácio e se refugiou no Líbano, onde estabeleceu o mosteiro de Qannoubine no Vale do Kadisha, entretanto devido a morte de Anastásio pouco tempo depois foi retirado do exílio pelo sucessor do imperador.

### Morte
Nos últimos anos de vida, Teodósio foi tomado por uma grave enfermidade, nesse momemnto pode dar provas de sua paciência e submissão absoluta à vontade de Deus. Uma pessoa que assistia seus sofrimentos lhe rogara que orasse a Deus para aliviar suas dores, mas Teodósio negava-se a fazê-lo, dizendo que se fizesse, constituiria falta de paciência. Quando Teodósio entendeu que seu fim estava próximo, dirigiu a seus discípulos uma ultima exortação e predisse muitas coisas que iriam acontecer após sua morte. O santo cenobiarca entregou sua alma a Deus em 529, aos 105 anos. O Patriarca Pedro de Jerusalém e toda a cidade assistiram seu funeral, onde puderam ser presenciados vários milagres.